# Gaius Aurelius Cotta (Konsul 200 v. Chr.)
Gaius Aurelius Cotta war ein römischer Senator, Politiker an der Wende vom 3. zum 2. Jahrhundert v. Chr.
Cotta, ein Mitglied der gens Aurelia, war 202 v. Chr. praetor urbanus. und 200 v. Chr. zusammen mit Publius Sulpicius Galba Maximus Konsul. Ihm wurde die Provinz Italia zugeteilt. Nach dem Aufstand der Insubrer, Cenomanen und Boier in Oberitalien, die Placentia plünderten und Cremona belagerten, beschloss der Senat, dass Aurelius Cotta sein in Etrurien versammeltes Heer nach Ariminum führen solle, um den Aufstand niederzuschlagen oder den Praetor Quintus Minucius zu beauftragen, die Belagerung Cremonas zu beenden. Der Praetor Lucius Furius Purpureo besiegte jedoch die Gallier vor Ankunft des Konsuls. Aurelius Cotta übernahm das siegreiche Heer, zeigte sich aber verärgert, dass der Praetor ohne ihn gehandelt hatte. Er schickte diesen nach Etrurien, führte seine Truppen in das Gebiet der Feinde, verwüstete es und erbeutete mehr als er Ruhm erntete.
Zum Ende des Amtsjahres kehrte er nach Rom zurück, leitete die Wahlen und kritisierte den Senat für die Bewilligung eines Triumphes für den Praetor als unüblich. Eine Inschrift (C. Aurilius C. f. praitor iterum didit, eisdem cnssl probarit) bezieht sich vermutlich auf ihn, wobei die erneute Praetur als Prorogation für 201 v. Chr. zu werten ist.